# Sylvia Ashton

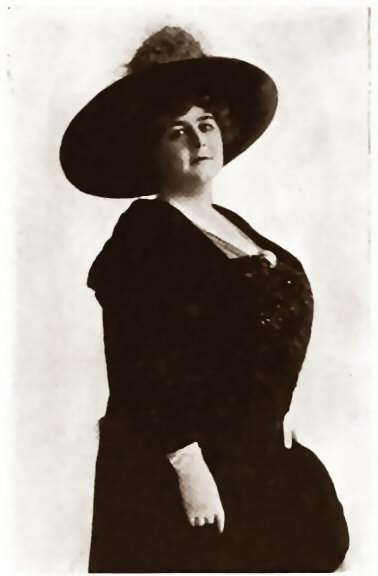
Sylvia Ashton

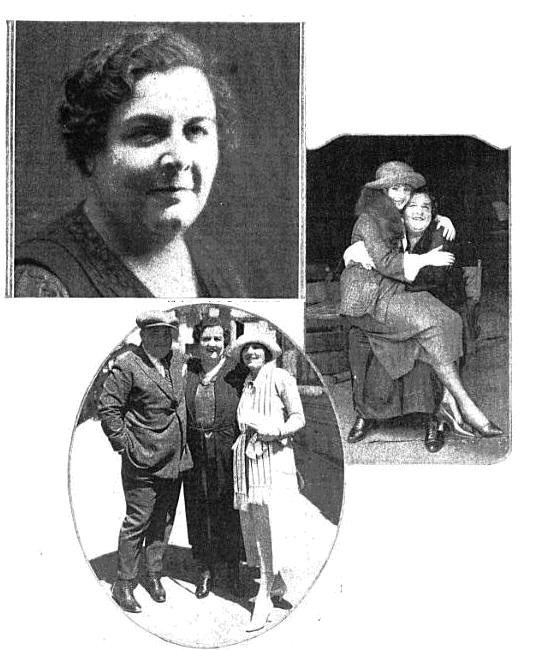
Sylvia Ashton, rechts mit Betty Compson und unten mit Walter Hiers und Leatrice Joy. Motion Picture Magazine, August 1922

Sylvia Ashton (* 26. Januar 1880 in Denver, Colorado; † 17. November 1940 in Los Angeles, Kalifornien) war eine US-amerikanische Schauspielerin der Stummfilmzeit.
Zwischen 1912 und 1929 wirkte Ashton an über 130 Filmproduktionen mit, wobei sie als Charakterdarstellerin besonders oft mütterlich wirkende Nebenrollen spielte. Ashton arbeitete häufiger mit dem Regisseur Cecil B. DeMille zusammen, der sie unter anderem in Don’t Change Your Husband (1919) und Irrwege einer Ehe (1920) einsetzte. Mit Beginn des Tonfilms Ende der 1920er-Jahre beendete sie ihre Filmkarriere; einer ihrer letzten Filme Rummelplatz der Liebe war ein Teiltonfilm.

## Filmographie (Auswahl)
- 1916: The Nick of Time Baby
- 1916: Matching Dreams
- 1916: Viviana
- 1916: A Sanitarium Scramble
- 1916: Haystacks and Steeples
- 1917: Whose Baby?
- 1918: Old Wives for New
- 1918: We Can’t Have Everything
- 1918: A Pair of Silk Stockings
- 1918: The Goat
- 1918: Fuss and Feathers
- 1919: Don’t Change Your Husband
- 1919: Peggy Does Her Darndest
- 1919: For Better, for Worse
- 1919: Men, Women, and Money
- 1920: Jack Straw
- 1920: Mrs. Temple’s Telegram
- 1920: Sweet Lavender
- 1920: Jenny Be Good
- 1920: Irrwege einer Ehe (Why Change Your Wife?)
- 1920: Thou Art the Man
- 1920: The Soul of Youth
- 1920: Conrad in Quest of His Youth
- 1921: Sham
- 1921: The Snob
- 1922: Saturday Night
- 1922: For the Defense
- 1922: Our Leading Citizen
- 1922: While Satan Sleeps
- 1922: Frauen auf schiefer Bahn (Manslaughter)
- 1922: Youth to Youth
- 1923: Der Markt der Seelen (Souls for Sale)
- 1923: The White Flower
- 1923: Desire
- 1924: Greed
- 1927: Cheating Cheaters
- 1928: Ladies’ Night in a Turkish Bath
- 1928: Rummelplatz der Liebe (The Barker)
- 1928: The Head Man
- 1928: The Crash
- 1928: Bachelor’s Paradise
- 1928: Queen Kelly
- 1928: The Leopard Lady